# 嘉定直隸州
嘉定州，明朝和清朝設置的直隸州。
明朝洪武四年（1371年），改元朝嘉定府路為嘉定府。仍直領龍遊縣（附郭縣）、夾江縣、峨眉縣、犍為縣4縣和眉州（領彭山縣、青神縣）、邛州（領大邑縣）。洪武六年十二月增置榮州和丹棱縣、蒲江縣、威遠縣。洪武九年（1376年）四月降府為直隸州，同時省去附郭的龍遊縣，眉、邛、榮三州降為縣。與彭山縣、青神縣、大邑縣一起隸於嘉定州。此時嘉定州共領12縣。洪武十年五月彭山縣、青神縣、大邑縣、丹棱縣、威遠縣同時被廢除，十二年十一月又復置五縣，彭山、青神、丹棱3縣改隸新設的眉州。
成化十八年增設洪雅縣；十九年二月大邑縣、蒲江縣改屬由邛縣設置的邛州。此後，嘉定州下餘6縣。嘉定府、州、龍遊縣治在今四川樂山市。清朝康熙十二年（1673年），另说在雍正十二年（1734年），升为嘉定府，以其地置樂山縣。

## 延伸阅读
[在维基数据编辑]
 《欽定古今圖書集成·方輿彙編·職方典·嘉定州部》，出自陈梦雷《古今圖書集成》